# ماهی پیکاسو
ماهی پیکاسو (نام علمی: Rhinecanthus aculeatus) نام یک گونه از تیره فریباماهیان است.

## نگارخانه

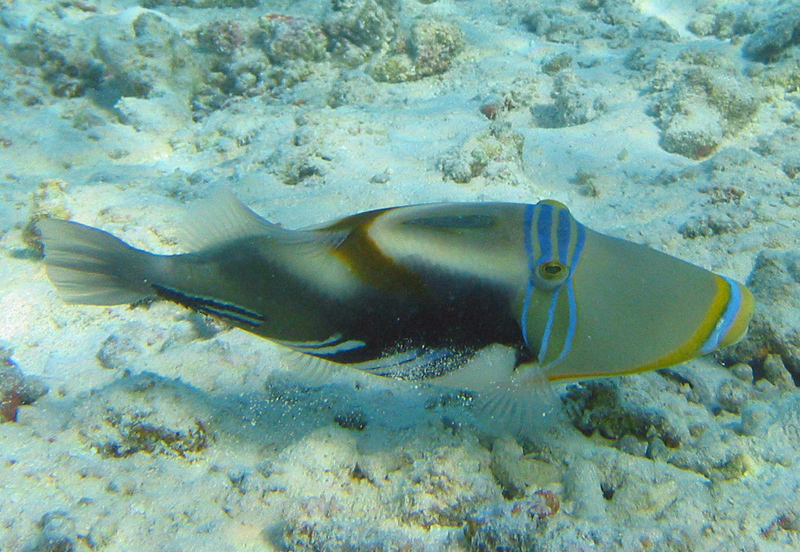
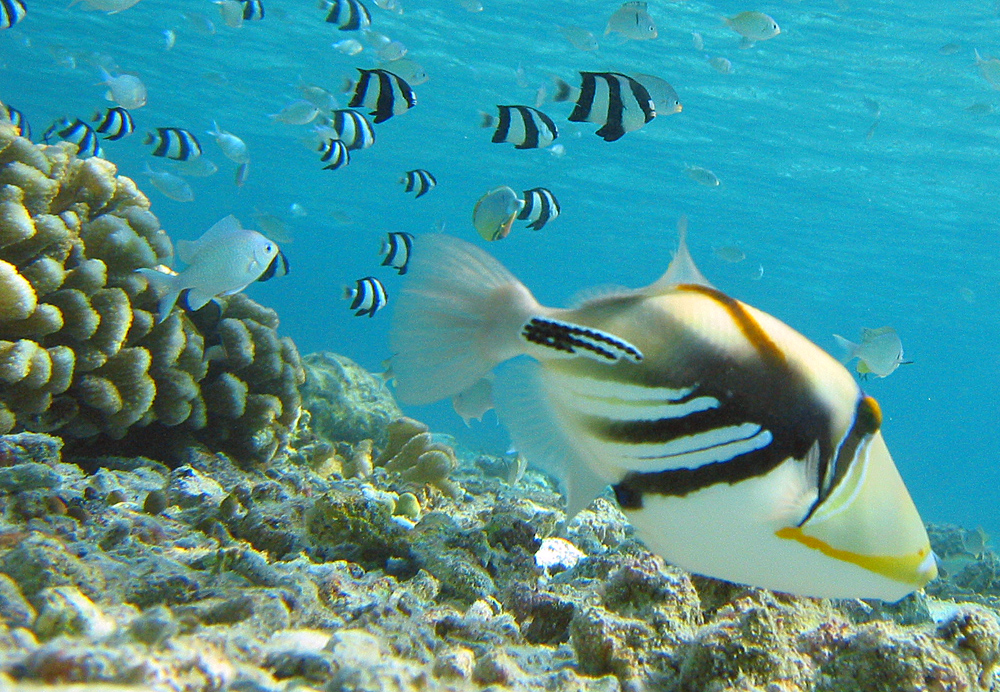
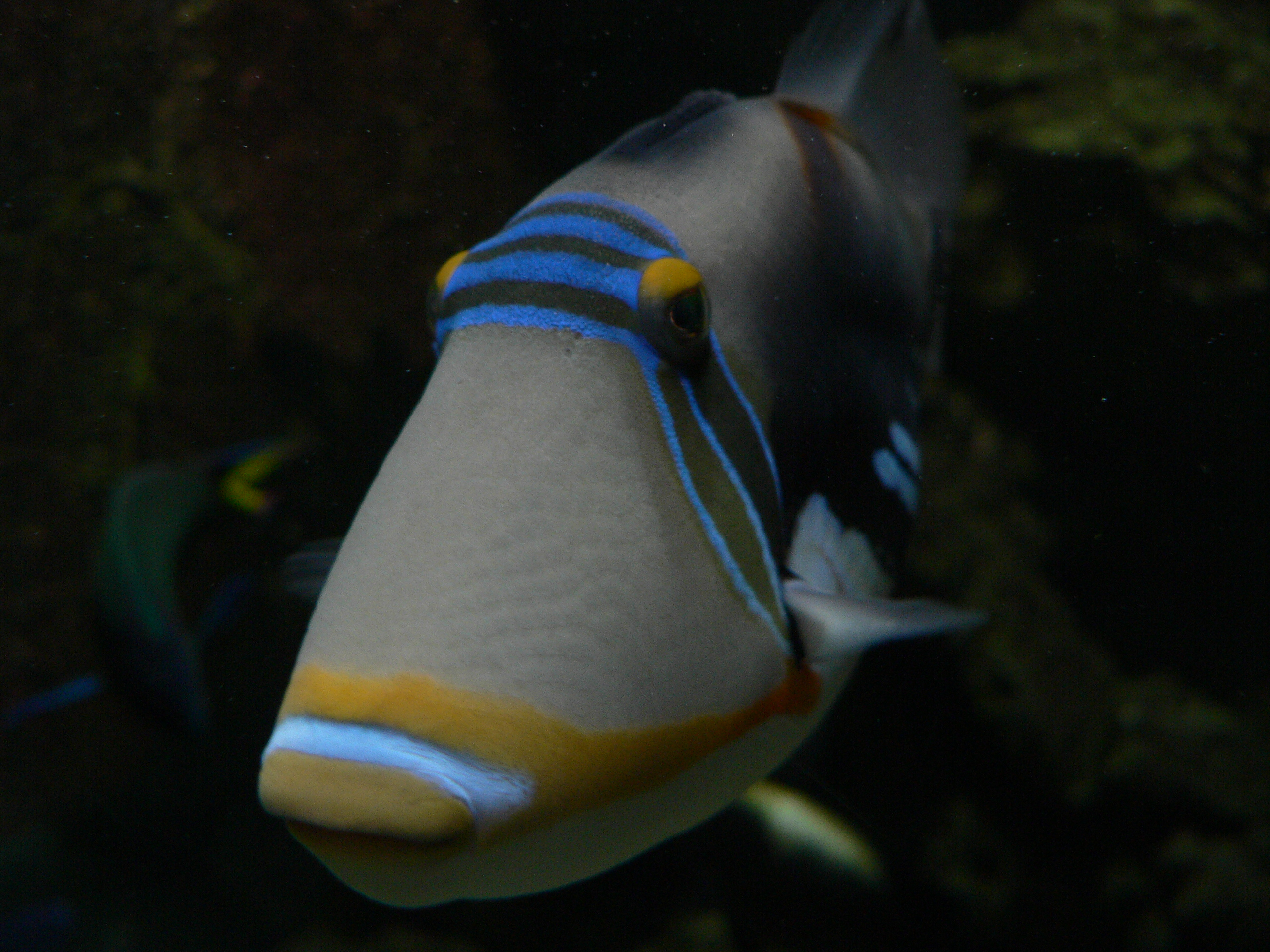